# Rheumaptera exsultata
Rheumaptera exsultata är en fjärilsart som beskrevs av Louis Beethoven Prout 1937. Rheumaptera exsultata ingår i släktet Rheumaptera och familjen mätare. Inga underarter finns listade.